# 황남동

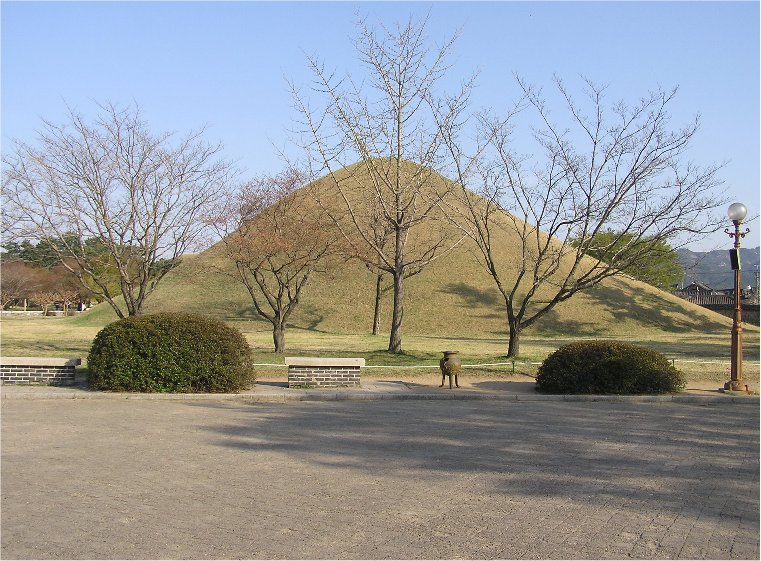
천마총

황남동(皇南洞, Hwangnam-dong)은 대한민국 경상북도 경주시의 행정동이다. 법정동인 황남동, 사정동, 탑동, 배동, 율동이 관할하고 있다.
경상북도 경주시 계림로 9
국도 제4호선(태종로)과 국도 제35호선(포석로), 금성로, 강변로, 서라벌대로의 연결되는 교통의 중심지이며, 율동에는 경부고속도로 경주 나들목이 있다. 2021년 12월 1일에는 강변로가 탑동에 있는 나정교까지 직결되어 경주 나들목에서 노서동 터미널을 오고가는 시외/고속버스들의 통행이 편리해졌다.
2010년대 중반부터 사정동과 황오동 일대에 있는 황리단길의 한옥이 게스트하우스, 식당, 카페 등으로 개조되면서 유동 인구가 늘어나 경주시를 대표하는 명소가 됐다.

## 유래
- 조선말기 사정, 앞사정, 뒷사정, 국당을 통틀어 사정이라 부른다.
- 신라고분을 황씨무덤이라고 부르고 있으며, 고분을 중심으로 남쪽에 있는 마을을 황남이라고 말한다.

## 연혁
- 1931년에 경상북도 경주읍 황남리, 사정리가 됨.
- 1955년에 경주군 경주읍이 경주시로 승격되면서 황남동, 사정동이 되었다.
- 1973년에 법정동인 사정동, 탑동을 행정동인 탑정동으로 통합하였다.
- 1975년에 법정동인 사정동, 탑동, 율동(1,2,4리),배동을 묶어 행정동인 탑정동으로 운영하였다.
- 1986년에 법정동인 사정동, 탑동, 배동, 율동의 행정동인 탑정동으로 통합하였다.
- 2009년 1월 5일에 경주시 행정동이 관할되면서 황남동과 탑정동이 합쳐졌다.

## 법정동
- 황남동(皇南洞)
- 사정동(沙正洞): 황남동 행정복지센터 소재지
- 탑동(塔洞)
- 배동(拜洞)
- 율동(栗洞)

## 주요 시설
- 경주 나들목
- 서라벌문화회관
- 경주시립도서관 중앙분관
- 새마을운동 경주시지회
- 한국자유총연맹 경주시지부
- 경주시 행정동우회
- 예술문화단체총연합회 경주시지부
- 한국노총 경주시지부
- 남부새마을금고
- 경주 오르골 소리박물관

## 교육
- 신라초등학교 (사정동)
- 오릉초등학교 (폐교) : 탑리5길 31 (탑동)
- 율동초등학교 (폐교) : 율동원길 80 (율동)
- 경북웹툰캠퍼스 (구 황남초등학교) : 첨성로 97 (황남동)
- 경주공업고등학교 (사정동)

## 명소·문화재

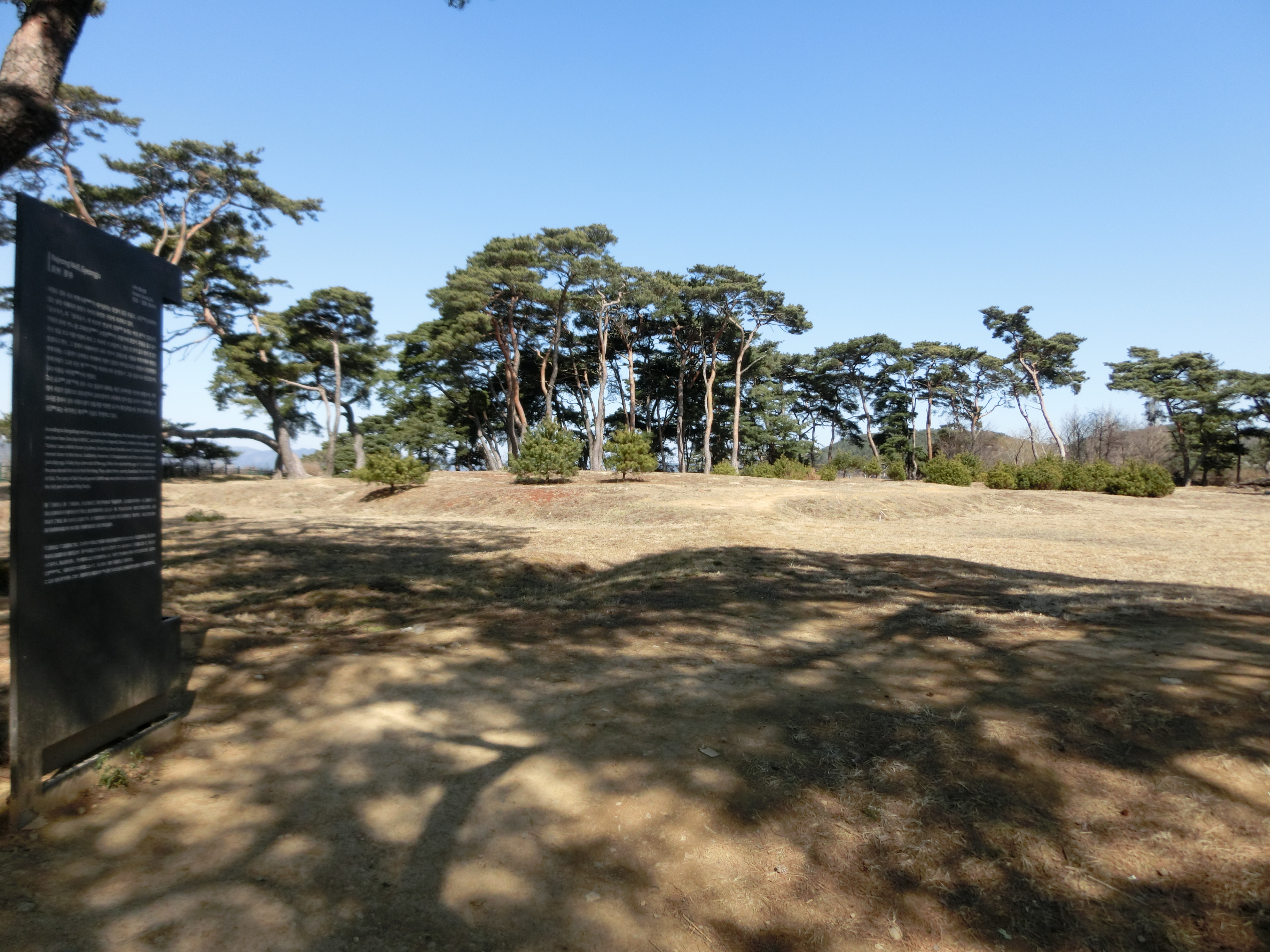
경주 나정
- 경주 사정동 척화비 (국립경주박물관 소장)
- 대릉원
- 천마총
- 오릉
- 삼불사
- 망월사
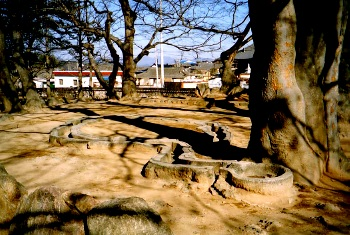
포석정
- 배리 석불입상
- 부흥사
- 금오사
- 흥륜사
- 성불사
- 황리단길

- 경주 나정
- 포석정

## 연계 교통

### 간선 도로
| 구분 | 도로 이름 |
| ---- | --- |
| 대로 | 서라벌대로 (국도 제35호선) |
| 로   | 반구대로 (국도 제35호선), 대경로 (국도 제4호선 & 국도 제35호선), 강변로, 계림로, 금성로, 남산순환로, 내남로, 사정로, 사정로, 일정로, 첨성로, 태종로 (국도 제4호선 & 국도 제35호선), 포석로 (국도 제35호선), 화계로 |
| 길   | 교촌길, 국당1길, 국당2길, 국당3길, 국당동길, 국당안길, 남간길, 남간안길, 놋전1길, 놋전2길, 도초1길, 도초길, 도초안길, 두대1길, 두대길, 두대안길, 매바위길, 배리1길, 배리2길, 삼릉1길, 삼릉2길, 삼릉3길, 선두1길, 선두2길, 선두마을길, 소티남길, 손효자길, 식혜골길, 신전2길, 외외길, 율동안길, 율동원길, 율동지윗길, 장매안길, 재매정길, 쪽샘길, 천원1길, 천원2길, 탑리1길, 탑리2길, 탑리3길, 탑리4길, 탑리5길, 탑리안길, 포석정길, 포석정안길, 효문길 |

### 고속 도로
| 노선 이름    | 노선 이름   | 기점            | 비고 |
| ------------ | ----------- | --------------- | ---- |
| 경부고속도로 | 경주 나들목 | 부산방향 68.2km |      |

## 같이 보기
- 경주시의 행정 구역
- 대한민국의 행정 구역